# Caroline Unger

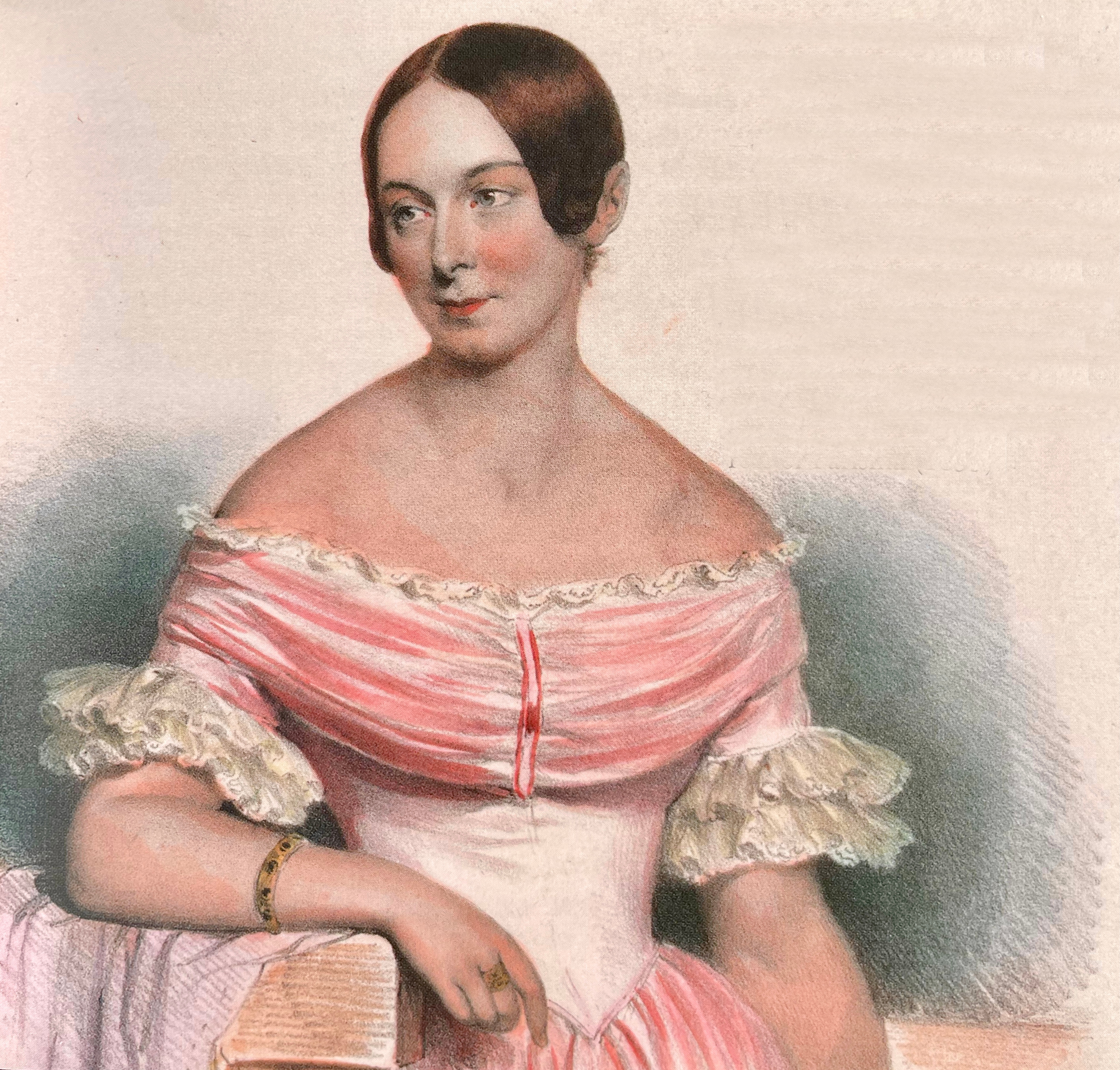
Caroline Unger, nach einer Lithographie von Joseph Kriehuber, 1839 (Ausschnitt)

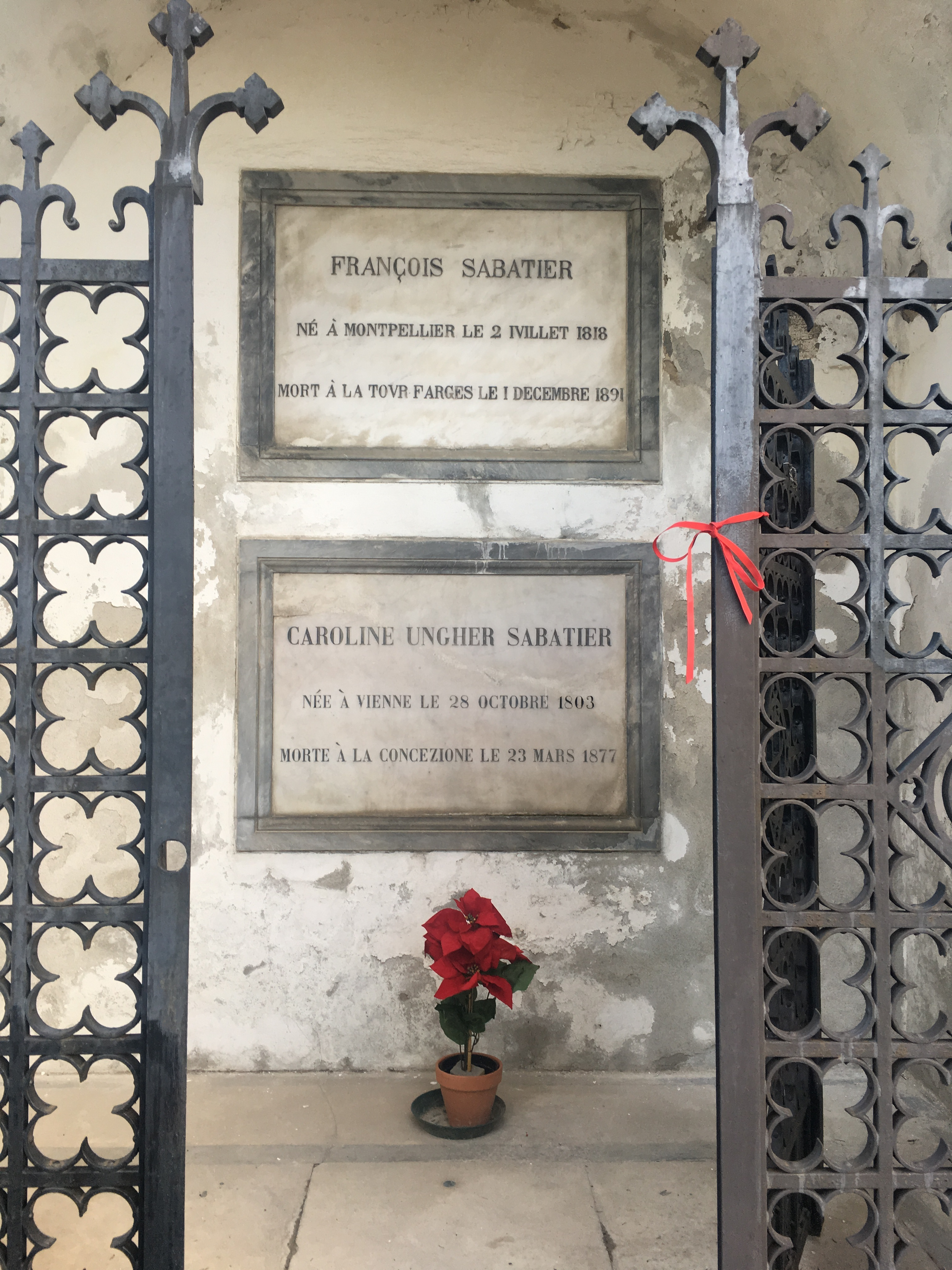
Das Grab von Caroline Unger und François Sabatier in Florenz, Friedhof der Kirche San Miniato al Monte

Caroline Maria Unger, in Italien Carolina Ungher (verheiratete Unger-Sabatier; * 28. Oktober 1803 in Wien; † 23. März 1877 in Florenz) war eine österreichische Opernsängerin (Sopran bzw. Mezzosopran). Sie hatte eine große Karriere in Italien und war eine Lieblingssängerin von Gaetano Donizetti, der mehrere Hauptrollen für sie schrieb.

## Leben

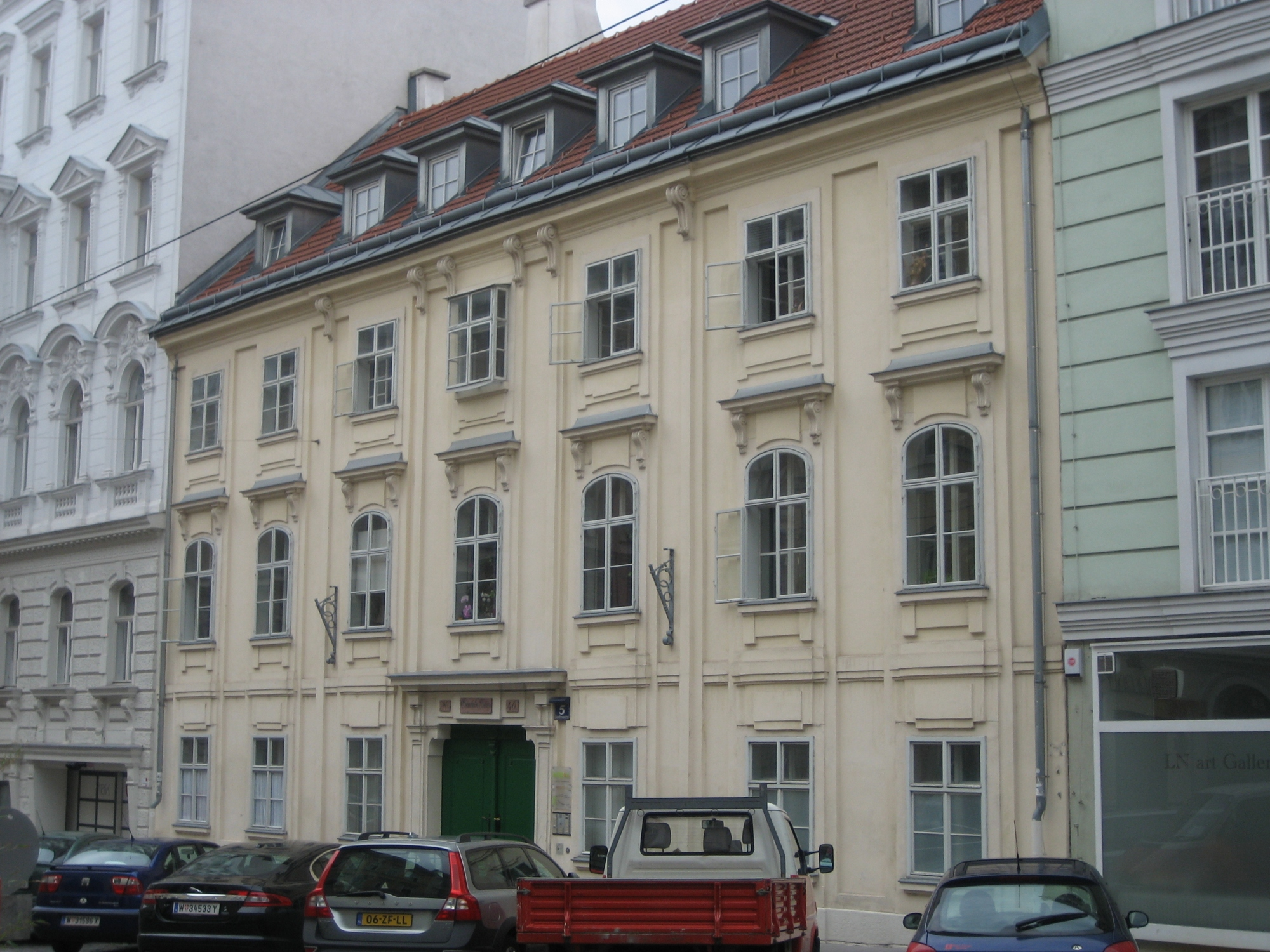
Wien, Laudongasse 5

Caroline Unger war das einzige Kind aus der Ehe des Literaten Johann Carl Unger mit einer vermutlich aus Polen stammenden Baronesse Anna von Karwinska. Die Familie wohnte damals in Wien auf dem Alsergrund im damaligen Gemeindehaus, Herrengasse Nr. 36 (heute Laudongasse 5), wo sie geboren wurde. In der Pfarre Alservorstadt wurde sie auf die Namen Carolina Maria getauft. Als Taufpatin ist die Schriftstellerin Caroline Pichler vermerkt, die auf dem Alsergrund wohnte und in ihren Erinnerungen schreibt: „Auch ein Herr Unger, ein zierlicher Dichter und recht gebildeter Mann, der in unserer Nachbarschaft lebte, schloß sich unserm Kreis an. Seine Frau, eine geborne Baronesse Karvinsky, war ihrer Entbindung nahe – sie baten mich, ihr Kind zur Taufe zu halten, ich tat es gern; es war ein Mädchen, sie erhielt meinen Namen, und wurde die berühmte Sängerin Carolina Ungher.“
Sie wurde zunächst im k. k. Mädchenpensionat erzogen und studierte in Wien Gesang bei Joseph Mozzati sowie bei Mozarts Schwägerin Aloisia Lange, bei Johann Michael Vogl und bei Domenico Ronconi; zu ihren Klavierlehrern gehörte Mozarts Sohn Franz Xaver Wolfgang Mozart.

### Wiener Anfänge, Beethoven
Im Februar 1821 debütierte sie im Kärntnertor-Theater als Dorabella in Mozarts Oper Così fan tutte, wobei erwiesen ist, dass Franz Schubert diese Rolle mit ihr einstudiert hat. Sie trat auch häufig in Opern von Rossini auf, der zu dieser Zeit auf dem Höhepunkt seiner Popularität war, unter anderem sang sie im August 1822 mit großem Erfolg die virtuose Titelrolle in Tancredi. In Wien stand sie neben großen internationalen Stars wie Joséphine Fodor, Domenico Donzelli und Luigi Lablache auf der Bühne, und die ersten Rollen, die direkt für ihre Stimme komponiert wurden, waren von Michele Carafa und Saverio Mercadante.
Daneben trat sie als Konzertsängerin auf und sang bei der Uraufführung von Beethovens 9. Sinfonie am 7. Mai 1824 im Theater am Kärntnertor die Altpartie. Nach Aussagen von Sigismund Thalberg, der unter den Zuhörern war, drehte sie den völlig ertaubten Beethoven nach dem Ende des Scherzo zum jubelnden Publikum, ebenso nach dem Ende des Chorfinales.

### Große Erfolge in Italien
Im März 1825 ging sie mit dem Impresario Domenico Barbaja nach Italien, wo sie bis etwa 1840 für eine deutschsprachige Sängerin ungewöhnlich erfolgreich war und sogar zu einer der gefeiertsten Primadonnen der Zeit aufstieg. Zunächst war sie bis März 1827 in Neapel, wo sie am Teatro San Carlo unter anderem die Asteria in Giovanni Pacinis Niobe sang (UA: 19. November 1826), neben Giuditta Pasta in der Titelrolle und Luigi Lablache. In Neapel begegnete sie zum ersten Mal Gaetano Donizetti, der für sie die weibliche Hauptrolle in seiner Oper Il borgomastro di Saardam komponierte, die am 19. August 1827 im Teatro del Fondo uraufgeführt wurde.
Von Frühjahr 1827 bis 1829 hatte die Unger dann ein festes Engagement an der Mailänder Scala. Dort sang sie am 14. Februar 1829 in der Uraufführung von Bellinis La straniera die Rolle der Isoletta, neben Henriette Méric-Lalande in der Titelrolle. In den folgenden zehn Jahren trat sie abwechselnd an zahlreichen Theatern Italiens auf, von Turin bis Venedig und Triest, und von Florenz bis nach Palermo. Besonders gefeiert wurde sie dabei für ihre herausragenden darstellerischen Fähigkeiten – sie galt als eine der größten singenden Schauspielerinnen ihrer Zeit (la somma attrice cantante). Ähnlich äußerte sich 1838 auch Franz Liszt, der sie für „das schönste dramatische Talent“ seit Giuditta Pasta und Maria Malibran hielt.
Am 17. März 1833 sang die Unger erstmals die speziell für sie konzipierte Titelrolle in Donizettis Parisina am Teatro della Pergola in Florenz, neben dem berühmten französischen Tenor Gilbert-Louis Duprez. Meyerbeer erlebte sie in dieser Rolle, und obwohl sie ihren stimmlichen Zenit zu dieser Zeit offenbar bereits überschritten hatte, hätte er sie gerne für die dramatische Rolle der Valentine in Les Huguenots engagiert (die dann aber von Cornélie Falcon gesungen wurde):

„Die Ungher ist eine sehr große Künstlerinn voll der höchsten dramatischen Intenzionen, und würde nicht leider schon ihre Stimme scharf und kastratenmäßig (sic !) so würde ich lieber für sie als für die extravagante Malibran komponiren. Aber auch so wie sie ist wollte ich unendlich viel darum geben sie in Paris als Valentine zu haben.“

Großen Erfolg hatte die Unger auch in der Saison 1833/1834 am Théâtre-Italien in Paris.
Zu Caroline Ungers Glanzrollen gehörten außerdem auch Donizettis Anna Bolena und Lucrezia Borgia, die Elena in seinem Marino Faliero – die sie unter anderem 1836 in der italienischen Premiere der Oper in Florenz sang (die Uraufführung hatte in Paris stattgefunden) –, sowie die Berta in Mercadantes I Normanni a Parigi, die sie unter anderem 1832 in Bologna sang.
Zwei weitere Rollen, die Donizetti extra für sie komponierte, waren die Antonina in Belisario, uraufgeführt am 4. Februar 1836 im Teatro La Fenice in Venedig, sowie die Titelrolle in seiner Maria de Rudenz, die erstmals am 30. Januar 1838 im selben Theater zur Aufführung gelangte. Die letztere Oper war jedoch vermutlich wegen des bizarr-düsteren Librettos ein Misserfolg, die Unger verdächtigte Donizetti aber auch – zu Unrecht – der üblen Nachrede und beendete ihre langjährige Freundschaft.

### Alexandre Dumas und Nikolaus Lenau, Florenz
1835 begann sie eine heimliche Affäre mit Alexandre Dumas, als dieser mit seiner späteren Frau, der Schauspielerin Ida Ferrier (1811–1859), Italien bereiste. Sie hoffte danach, Dumas würde zu ihr nach Italien kommen. Doch der letzte Liebesbrief, den sie ihm am 4. Februar 1836 aus Venedig schrieb – unmittelbar nach der Uraufführung von Donizettis Belisario –, blieb offenbar unbeantwortet. Es kam zu keinem Wiedersehen.
Im Herbst 1837 ließ sie sich in Florenz nieder und erwarb dort das sogenannte „Haus Bonaparte“ – nach einem späteren Besitzer auch „Casa Cambiagi“ genannt. Das noch heute erhaltene Gebäude befindet sich in der Via dei Renai 23–25.
Als sie im Frühjahr 1839 in Wien gastierte, lernte sie dort am 24. Juni 1839 den Dichter Nikolaus Lenau kennen. Auch dieses Verhältnis war nur von kurzer Dauer und scheiterte bald an unüberbrückbaren Differenzen. Lenau, der nur wenig Einnahmen hatte, lehnte es ab, sich von Caroline Unger aushalten zu lassen. Auf ihr Angebot, ihm zuliebe ihre Bühnenkarriere zu beenden, wollte er sich ebenso wenig einlassen.

### Ehe mit François Sabatier

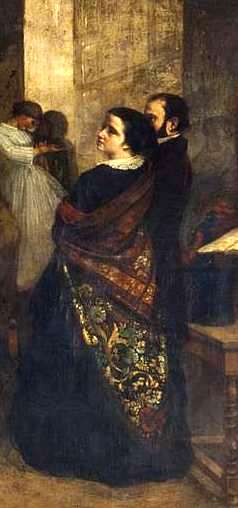
Caroline Unger und François Sabatier, Ausschnitt aus dem Gemälde Das Atelier des Künstlers von Gustave Courbet (1855)

1840 begegnete sie in Rom dem 15 Jahre jüngeren französischen Gelehrten, Kunstkritiker und Mäzen François Sabatier (1818–1891), der auch als Übersetzer von Goethes Faust bekannt wurde. Ihn heiratete sie am 18. März 1841 in Florenz. Danach nahm sie an der Dresdner Oper letztmals ein Engagement an. Am 5. September 1841 nahm sie dort in der Rolle der Antonina in Donizettis Belisario Abschied vom Theater. Im Publikum saß der Komponist Giacomo Meyerbeer, der in seinem Tagebuch vermerkte, dass Wilhelmine Schröder-Devrient und Karoline Bauer ihr zu Ehren jeweils eine Rede hielten, und dass es „Kränze“ und „allerhand andre Triumphe“ gab.
Das Ehepaar Sabatier-Unger nahm anschließend seinen Wohnsitz in Florenz, wo beide in einem Renaissance-Palast aus dem 14. Jahrhundert lebten, der bald zu einem intellektuellen Mittelpunkt der Stadt wurde. Zu den bekanntesten Gästen zählten der Historiker Otto Hartwig und die Schriftstellerin Fanny Lewald. Diese schwärmte: „Das schöne Haus mit seinen weiten, kühlen, durch Vorhänge beschatteten Gemächern, aus denen man auf die breiten Terrassen des blumenreichen, in Wohlgeruch schwimmenden Gartens hinaustrat; die Aussicht, die man von dieser milden Höhe auf das schöne Thal genoß, die inhaltreichen Gespräche, die Sabatier beständig anzuregen wußte, weil der Sinn beider Gatten immer auf das Große und Ernsthafte gerichtet war, hatten etwas Bezauberndes und zugleich etwas Erhebendes. Es war immer eine gewählte Gesellschaft in dem Hause; und es gehörte mit zu dem Schönsten, was den Gästen geboten wurde, wenn Caroline sich herbeiließ, eins oder das andere der von ihr komponierten und gelegentlich auch von ihr gedichteten Lieder am Klavier zu singen“.
Zu ihren Schülerinnen zählten um 1845 die Pianistin Wilhelmine Clauss-Szarvady, bis 1864 auch die Sängerin Anna Schimon-Regan sowie Emmy La Grua, die Tochter der königl.-sächs. Kammersängerin Friederike Funk.
Caroline Unger starb am 23. März 1877 in Florenz und wurde auf dem Cimitero delle Porte Sante der Kirche San Miniato al Monte beigesetzt, auf dem später auch ihr Mann seine letzte Ruhestätte fand.

## Rollen für Caroline Unger
Im Folgenden werden ausschließlich Partien aufgeführt, die direkt für die Stimme von Caroline Unger komponiert und von ihr in Uraufführungen (= UA) gesungen wurden. Die Liste erhebt keinen Anspruch auf Vollständigkeit, genannt werden nur Werke der bedeutendsten und interessantesten Komponisten. Die meisten Angaben, insbesondere Theater und Bühnenpartner stammen aus dem Corago-Informationssystem der Universität Bologna.
- Odeide in Abufar, ossia La famiglia araba von Michele Carafa; UA: 28. Juni 1823, Wien, Kärntnertortheater; mit Joséphine Fodor, Domenico Donzelli und Luigi Lablache[36]
- Rebecca in Il podestà di Burgos von Saverio Mercadante, UA: 20. November 1824, Wien, Kärntnertortheater; neben Joséphine Fodor und Luigi Lablache[37]
- Matilde in Sapienti pauca von Pietro Raimondi, UA: Winter 1825, Neapel, Teatro del Fondo
- Asteria in Niobe von Giovanni Pacini, UA: 19. November 1826, Neapel, Teatro San Carlo; neben Giuditta Pasta und Luigi Lablache[38]
- Titelrolle in Tacia von Giuseppe Balducci, UA: Winter 1826, Neapel, Teatro San Carlo
- Giacinda in Giacinda ed Ernesto von Julius Benedict, UA: 31. März 1827, Neapel, Teatro del Fondo
- Celestina in Un cestellino di fiori von Pietro Raimondi, UA: 6. Juli 1827, Neapel, Teatro del Fondo
- Marietta in Il borgomastro di Saardam von Gaetano Donizetti, UA: 19. August 1827, Neapel, Teatro del Fondo
- Ramiro d’Elva in I cavalieri di Valenza von Giovanni Pacini, UA: 11. Juni 1828, Mailand, Scala; neben Henriette Méric-Lalande[39]
- Alessio in L’Orfano della selva von Carlo Coccia, UA: 15. November 1828, Mailand, Scala; neben Henriette Méric-Lalande und Luigi Lablache[40]
- Isoletta in La straniera von Vincenzo Bellini, UA: 14. Februar 1829, Mailand, Scala; neben Henriette Méric-Lalande, Domenico Reina und Antonio Tamburini[41]
- Titelrolle in Parisina von Gaetano Donizetti, UA: 17. März 1833, Florenz, Teatro degli Immobili; neben Gilbert-Louis Duprez und Domenico Cosselli
- Elisa in Il colonnello von Luigi Ricci, UA: 14. März 1835, Neapel, Teatro del Fondo; neben Gilbert-Louis Duprez[42]
- Antonina in Belisario von Gaetano Donizetti, UA: 4. Februar 1836, Venedig, Teatro La Fenice
- Titelrolle in Maria de Rudenz von Gaetano Donizetti, UA: 30. Januar 1838, Venedig, Teatro La Fenice
- Bianca in Le due illustri rivali von Saverio Mercadante, UA: 10. März 1838, Venedig; neben Eugenia Tadolini und Napoleone Moriani[43]
- Imelda in Giovanni da Procida von Giuseppe Poniatowski, UA: Herbst 1838, Florenz, Teatro della Pergola; neben Giorgio Ronconi[44]
- Donna Isabella in La sposa di Messina von Nicola Vaccai, UA: 2. März 1839, Venedig, Teatro La Fenice; neben Napoleone Moriani und Giorgio Ronconi[45]
- Leonora di Guienna in Enrico II (bzw. Rosmonda d’Inghilterra ?) von Otto Nicolai, UA: 26. November 1839, Triest, Teatro Grande; neben Napoleone Moriani und Domenico Cosselli[46]
- Emilio in Furio Camillo von Giovanni Pacini, UA: 26. Dezember 1839, Rom, Teatro Apollo

## Eigene Kompositionen

### Lieder
- Méditation (Text: Lamartine)
- Herbstgefühl (Text: Geibel)
- Du bist wie eine Blume (Text: Heinrich Heine)
- Je suis a toi (Text: Sabatier)[47][48]